# متاجانا
متاجانا هي محافظة فرعية من إقليم وادي فيرا في تشاد .